# Eleições autárquicas portuguesas de 1982 no distrito de Faro
| Eleições autárquicas portuguesas de 1982 Distritos: Aveiro \| Beja \| Braga \| Bragança \| Castelo Branco \| Coimbra \| Évora \| Faro \| Guarda \| Leiria \| Lisboa \| Portalegre \| Porto \| Santarém \| Setúbal \| Viana do Castelo \| Vila Real \| Viseu \| Açores \| Madeira |

## Resultados por concelho
Os resultados nos concelhos do distrito de Faro foram os seguintes:

### Albufeira
| Partido                 | Partido                   | Votos  | %               | +/-   | Vereadores | +/-     |
| ----------------------- | ------------------------- | ------ | --------------- | ----- | ---------- | ------- |
|                         | Partido Socialista        | 3 546  | 41,21 / 100,00  | 11,94 | 3 / 7      | 1       |
|                         | Partido Social Democrata  | 3 245  | 37,71 / 100,00  | -     | 3 / 7      | -       |
|                         | Aliança Povo Unido        | 1 032  | 11,99 / 100,00  | 7,22  | 1 / 7      | Estável |
|                         | Centro Democrático Social | 466    | 5,42 / 100,00   | -     | 0 / 7      | -       |
| Votos Inválidos         | Votos Inválidos           | 316    | 3,67 / 100,00   | 0,60  |            |         |
| Total                   | Total                     | 8 605  | 100,00 / 100,00 |       | 7 / 7      |         |
| Eleitorado/Participação | Eleitorado/Participação   | 13 167 | 65,35 / 100,00  | 2,30  |            |         |

### Alcoutim
| Partido                 | Partido                  | Votos | %               | +/-   | Vereadores | +/-     |
| ----------------------- | ------------------------ | ----- | --------------- | ----- | ---------- | ------- |
|                         | Partido Socialista       | 1 645 | 52,14 / 100,00  | 10,10 | 3 / 5      | 1       |
|                         | Partido Social Democrata | 840   | 26,62 / 100,00  | 6,15  | 1 / 5      | 1       |
|                         | Aliança Povo Unido       | 426   | 13,50 / 100,00  | 5,60  | 1 / 5      | Estável |
| Votos Inválidos         | Votos Inválidos          | 244   | 7,74 / 100,00   | 1,64  |            |         |
| Total                   | Total                    | 3 155 | 100,00 / 100,00 |       | 5 / 5      |         |
| Eleitorado/Participação | Eleitorado/Participação  | 4 551 | 69,33 / 100,00  | 6,54  |            |         |

### Aljezur
| Partido                 | Partido                  | Votos | %               | +/-  | Vereadores | +/-     |
| ----------------------- | ------------------------ | ----- | --------------- | ---- | ---------- | ------- |
|                         | Partido Socialista       | 1 818 | 52,73 / 100,00  | 1,77 | 3 / 5      | Estável |
|                         | Partido Social Democrata | 764   | 22,16 / 100,00  | 3,03 | 1 / 5      | Estável |
|                         | Aliança Povo Unido       | 700   | 20,30 / 100,00  | 6,25 | 1 / 5      | Estável |
| Votos Inválidos         | Votos Inválidos          | 166   | 4,82 / 100,00   | 1,45 |            |         |
| Total                   | Total                    | 3 448 | 100,00 / 100,00 |      | 5 / 5      |         |
| Eleitorado/Participação | Eleitorado/Participação  | 4 579 | 75,30 / 100,00  | 3,71 |            |         |

### Castro Marim
| Partido                 | Partido                   | Votos | %               | +/-   | Vereadores | +/-     |
| ----------------------- | ------------------------- | ----- | --------------- | ----- | ---------- | ------- |
|                         | Partido Socialista        | 2 273 | 57,94 / 100,00  | 16,84 | 4 / 5      | 1       |
|                         | Partido Social Democrata  | 888   | 22,64 / 100,00  | 10,47 | 1 / 5      | 1       |
|                         | Aliança Povo Unido        | 398   | 10,15 / 100,00  | 2,07  | 0 / 5      | Estável |
|                         | União Democrática Popular | 119   | 3,03 / 100,00   | 5,45  | 0 / 5      | Estável |
| Votos Inválidos         | Votos Inválidos           | 245   | 6,24 / 100,00   | 1,14  |            |         |
| Total                   | Total                     | 3 923 | 100,00 / 100,00 |       | 5 / 5      |         |
| Eleitorado/Participação | Eleitorado/Participação   | 5 522 | 71,04 / 100,00  | 7,08  |            |         |

### Faro
| Partido                 | Partido                   | Votos  | %               | +/-  | Vereadores | +/-     |
| ----------------------- | ------------------------- | ------ | --------------- | ---- | ---------- | ------- |
|                         | Aliança Democrática       | 9 227  | 37,31 / 100,00  | 5,90 | 3 / 7      | Estável |
|                         | Partido Socialista        | 8 226  | 33,27 / 100,00  | 7,93 | 2 / 7      | Estável |
|                         | Aliança Povo Unido        | 6 155  | 24,89 / 100,00  | 0,73 | 2 / 7      | Estável |
|                         | União Democrática Popular | 270    | 1,09 / 100,00   | 0,57 | 0 / 7      | Estável |
| Votos Inválidos         | Votos Inválidos           | 850    | 3,43 / 100,00   | 1,38 |            |         |
| Total                   | Total                     | 24 728 | 100,00 / 100,00 |      | 7 / 7      |         |
| Eleitorado/Participação | Eleitorado/Participação   | 35 439 | 69,78 / 100,00  | 1,33 |            |         |

### Lagoa
| Partido                 | Partido                   | Votos  | %               | +/-  | Vereadores | +/-     |
| ----------------------- | ------------------------- | ------ | --------------- | ---- | ---------- | ------- |
|                         | Partido Socialista        | 3 964  | 46,25 / 100,00  | 3,94 | 4 / 7      | 1       |
|                         | Partido Social Democrata  | 1 877  | 21,90 / 100,00  | -    | 2 / 7      | -       |
|                         | Aliança Povo Unido        | 1 544  | 18,02 / 100,00  | 2,15 | 1 / 7      | Estável |
|                         | Centro Democrático Social | 810    | 9,45 / 100,00   | -    | 0 / 7      | -       |
| Votos Inválidos         | Votos Inválidos           | 375    | 4,38 / 100,00   | 1,30 |            |         |
| Total                   | Total                     | 8 570  | 100,00 / 100,00 |      | 7 / 7      |         |
| Eleitorado/Participação | Eleitorado/Participação   | 11 453 | 74,83 / 100,00  | 0,35 |            |         |

### Lagos
| Partido                 | Partido                   | Votos  | %               | +/-  | Vereadores | +/-     |
| ----------------------- | ------------------------- | ------ | --------------- | ---- | ---------- | ------- |
|                         | Partido Socialista        | 5 119  | 44,08 / 100,00  | 0,62 | 4 / 7      | 1       |
|                         | Aliança Democrática       | 3 360  | 28,94 / 100,00  | 4,04 | 2 / 7      | Estável |
|                         | Aliança Povo Unido        | 2 484  | 21,39 / 100,00  | 5,59 | 1 / 7      | 1       |
|                         | União Democrática Popular | 176    | 1,52 / 100,00   | 0,62 | 0 / 7      | Estável |
| Votos Inválidos         | Votos Inválidos           | 473    | 4,07 / 100,00   | 1,55 |            |         |
| Total                   | Total                     | 11 612 | 100,00 / 100,00 |      | 7 / 7      |         |
| Eleitorado/Participação | Eleitorado/Participação   | 15 545 | 74,70 / 100,00  | 2,76 |            |         |

### Loulé
| Partido                 | Partido                   | Votos  | %               | +/-  | Vereadores | +/-     |
| ----------------------- | ------------------------- | ------ | --------------- | ---- | ---------- | ------- |
|                         | Partido Social Democrata  | 10 310 | 43,82 / 100,00  | 1,08 | 4 / 7      | Estável |
|                         | Partido Socialista        | 6 986  | 29,69 / 100,00  | 0,18 | 2 / 7      | Estável |
|                         | Aliança Povo Unido        | 3 187  | 13,55 / 100,00  | 1,58 | 1 / 7      | Estável |
|                         | Centro Democrático Social | 1 738  | 7,39 / 100,00   | 0,09 | 0 / 7      | Estável |
|                         | União Democrática Popular | 263    | 1,12 / 100,00   | 0,20 | 0 / 7      | Estável |
| Votos Inválidos         | Votos Inválidos           | 1 042  | 4,43 / 100,00   | 0,61 |            |         |
| Total                   | Total                     | 23 526 | 100,00 / 100,00 |      | 7 / 7      |         |
| Eleitorado/Participação | Eleitorado/Participação   | 34 324 | 68,54 / 100,00  | 0,38 |            |         |

### Monchique
| Partido                 | Partido                   | Votos | %               | +/-   | Vereadores | +/-     |
| ----------------------- | ------------------------- | ----- | --------------- | ----- | ---------- | ------- |
|                         | Partido Socialista        | 2 693 | 44,67 / 100,00  | 17,78 | 3 / 5      | 2       |
|                         | Partido Social Democrata  | 2 064 | 34,23 / 100,00  | -     | 2 / 5      | -       |
|                         | Centro Democrático Social | 645   | 10,70 / 100,00  | -     | 0 / 5      | -       |
|                         | Aliança Povo Unido        | 410   | 6,80 / 100,00   | 4,86  | 0 / 5      | Estável |
| Votos Inválidos         | Votos Inválidos           | 217   | 3,60 / 100,00   | 0,89  |            |         |
| Total                   | Total                     | 6 029 | 100,00 / 100,00 |       | 5 / 5      |         |
| Eleitorado/Participação | Eleitorado/Participação   | 8 041 | 74,98 / 100,00  | 2,33  |            |         |

### Olhão
| Partido                 | Partido                             | Votos  | %               | +/-  | Vereadores | +/-     |
| ----------------------- | ----------------------------------- | ------ | --------------- | ---- | ---------- | ------- |
|                         | Partido Socialista                  | 6 346  | 37,69 / 100,00  | 0,67 | 3 / 7      | Estável |
|                         | Aliança Democrática                 | 3 648  | 21,67 / 100,00  | -    | 2 / 7      | -       |
|                         | Aliança Povo Unido                  | 3 195  | 18,98 / 100,00  | 0,03 | 1 / 7      | Estável |
|                         | Acção Social Democrata Independente | 2 938  | 17,45 / 100,00  | Novo | 1 / 7      | Novo    |
| Votos Inválidos         | Votos Inválidos                     | 710    | 4,21 / 100,00   | 0,18 |            |         |
| Total                   | Total                               | 16 837 | 100,00 / 100,00 |      | 7 / 7      |         |
| Eleitorado/Participação | Eleitorado/Participação             | 25 735 | 65,42 / 100,00  | 3,40 |            |         |

### Portimão
| Partido                 | Partido                   | Votos  | %               | +/-  | Vereadores | +/-     |
| ----------------------- | ------------------------- | ------ | --------------- | ---- | ---------- | ------- |
|                         | Partido Socialista        | 10 947 | 55,28 / 100,00  | 2,37 | 4 / 7      | Estável |
|                         | Aliança Democrática       | 4 487  | 22,66 / 100,00  | 3,26 | 2 / 7      | Estável |
|                         | Aliança Povo Unido        | 3 427  | 17,31 / 100,00  | 2,06 | 1 / 7      | Estável |
|                         | União Democrática Popular | 188    | 0,95 / 100,00   | 1,90 | 0 / 7      | Estável |
| Votos Inválidos         | Votos Inválidos           | 753    | 3,80 / 100,00   | 1,15 |            |         |
| Total                   | Total                     | 19 802 | 100,00 / 100,00 |      | 7 / 7      |         |
| Eleitorado/Participação | Eleitorado/Participação   | 27 501 | 72,00 / 100,00  | 2,98 |            |         |

### São Brás de Alportel
| Partido                 | Partido                  | Votos | %               | +/-  | Vereadores | +/-     |
| ----------------------- | ------------------------ | ----- | --------------- | ---- | ---------- | ------- |
|                         | Partido Socialista       | 1 663 | 39,73 / 100,00  | 9,73 | 2 / 5      | 1       |
|                         | Partido Social Democrata | 1 385 | 33,09 / 100,00  | 0,09 | 2 / 5      | Estável |
|                         | Aliança Povo Unido       | 967   | 23,10 / 100,00  | 9,17 | 1 / 5      | 1       |
| Votos Inválidos         | Votos Inválidos          | 171   | 4,08 / 100,00   | 0,66 |            |         |
| Total                   | Total                    | 4 186 | 100,00 / 100,00 |      | 5 / 5      |         |
| Eleitorado/Participação | Eleitorado/Participação  | 6 046 | 69,24 / 100,00  | 1,13 |            |         |

### Silves
| Partido                 | Partido                   | Votos  | %               | +/-  | Vereadores | +/-     |
| ----------------------- | ------------------------- | ------ | --------------- | ---- | ---------- | ------- |
|                         | Partido Socialista        | 6 951  | 37,83 / 100,00  | 0,34 | 3 / 7      | Estável |
|                         | Aliança Povo Unido        | 5 381  | 29,29 / 100,00  | 0,06 | 2 / 7      | Estável |
|                         | Partido Social Democrata  | 5 045  | 27,46 / 100,00  | 0,43 | 2 / 7      | Estável |
|                         | União Democrática Popular | 291    | 1,58 / 100,00   | 0,62 | 0 / 7      | Estável |
| Votos Inválidos         | Votos Inválidos           | 706    | 3,84 / 100,00   | 0,77 |            |         |
| Total                   | Total                     | 18 374 | 100,00 / 100,00 |      | 7 / 7      |         |
| Eleitorado/Participação | Eleitorado/Participação   | 25 209 | 72,89 / 100,00  | 0,40 |            |         |

### Tavira
| Partido                 | Partido                   | Votos  | %               | +/-   | Vereadores | +/-     |
| ----------------------- | ------------------------- | ------ | --------------- | ----- | ---------- | ------- |
|                         | Partido Socialista        | 6 256  | 48,81 / 100,00  | 12,91 | 4 / 7      | 1       |
|                         | Partido Social Democrata  | 2 340  | 18,26 / 100,00  | -     | 1 / 7      | -       |
|                         | Centro Democrático Social | 1 937  | 15,11 / 100,00  | -     | 1 / 7      | -       |
|                         | Aliança Povo Unido        | 1 442  | 11,25 / 100,00  | 8,43  | 1 / 7      | Estável |
|                         | União Democrática Popular | 300    | 2,34 / 100,00   | 2,81  | 0 / 7      | Estável |
| Votos Inválidos         | Votos Inválidos           | 541    | 4,22 / 100,00   | 0,49  |            |         |
| Total                   | Total                     | 12 816 | 100,00 / 100,00 |       | 7 / 7      |         |
| Eleitorado/Participação | Eleitorado/Participação   | 19 145 | 66,94 / 100,00  | 4,85  |            |         |

### Vila do Bispo
| Partido                 | Partido                  | Votos | %               | +/-   | Vereadores | +/-     |
| ----------------------- | ------------------------ | ----- | --------------- | ----- | ---------- | ------- |
|                         | Aliança Povo Unido       | 1 433 | 45,23 / 100,00  | 9,96  | 3 / 5      | 1       |
|                         | Partido Socialista       | 1 256 | 39,65 / 100,00  | 0,56  | 2 / 5      | Estável |
|                         | Partido Social Democrata | 286   | 9,03 / 100,00   | 11,33 | 0 / 5      | 1       |
| Votos Inválidos         | Votos Inválidos          | 193   | 6,10 / 100,00   | 0,81  |            |         |
| Total                   | Total                    | 3 168 | 100,00 / 100,00 |       | 5 / 5      |         |
| Eleitorado/Participação | Eleitorado/Participação  | 4 333 | 73,11 / 100,00  | 5,11  |            |         |

### Vila Real de Santo António
| Partido                 | Partido                   | Votos  | %               | +/-  | Vereadores | +/-     |
| ----------------------- | ------------------------- | ------ | --------------- | ---- | ---------- | ------- |
|                         | Aliança Povo Unido        | 4 416  | 46,49 / 100,00  | 6,44 | 4 / 7      | 1       |
|                         | Partido Socialista        | 2 492  | 26,23 / 100,00  | 1,71 | 2 / 7      | Estável |
|                         | Partido Social Democrata  | 1 812  | 19,08 / 100,00  | 8,59 | 1 / 7      | 1       |
|                         | Centro Democrático Social | 318    | 3,35 / 100,00   | -    | 0 / 7      | -       |
|                         | União Democrática Popular | 139    | 1,46 / 100,00   | 1,70 | 0 / 7      | Estável |
| Votos Inválidos         | Votos Inválidos           | 322    | 3,39 / 100,00   | 1,21 |            |         |
| Total                   | Total                     | 9 499  | 100,00 / 100,00 |      | 7 / 7      |         |
| Eleitorado/Participação | Eleitorado/Participação   | 12 251 | 77,54 / 100,00  | 2,46 |            |         |